# Schiffshalter

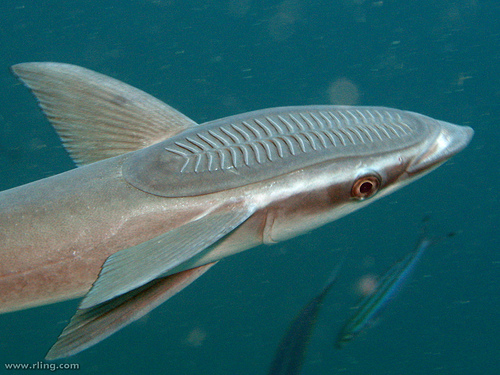
Saugplatte bei Echeneis naucrates

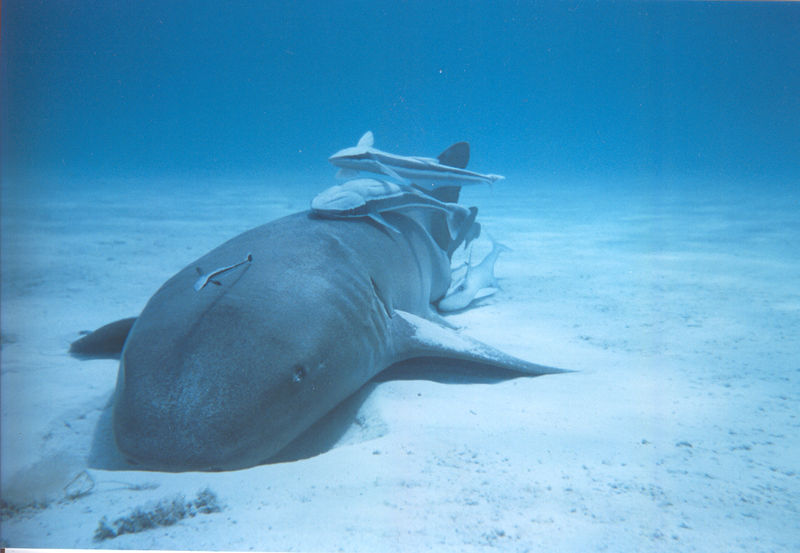
Ein Atlantischer Ammenhai mit Schiffshaltern der Gattung Remora

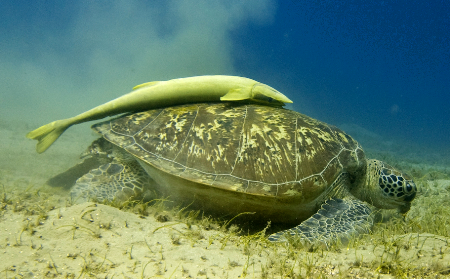
Schiffshalter auf einer Grünen Meeresschildkröte

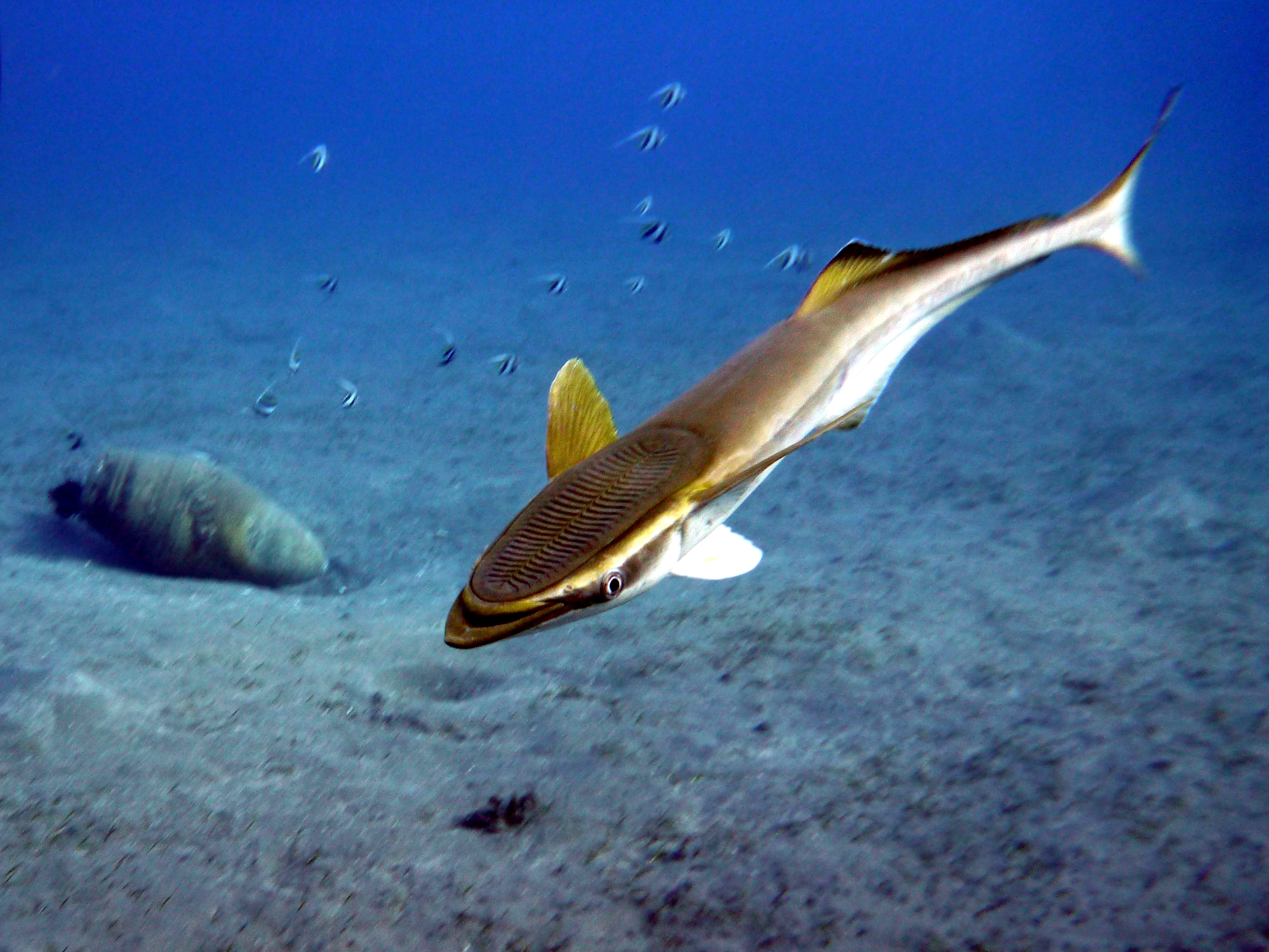
Schiffshalter in der Bucht von Marsa Murena von vorne

Die Schiffshalter (Echeneidae) sind eine Familie der Stachelmakrelenverwandten (Carangiformes). Es sind schlanke Fische, die sich mit Hilfe einer Saugplatte, die sich aus dem Vorderteil der Rückenflosse gebildet hat, rücklings an größere Fische, z. B. Haie oder Meeressäuger, anheften, um sich so mitnehmen zu lassen. Ein solches Verhalten wird als Phoresie bezeichnet. Ihre Vorteile sind: Schiffshalter können an den Mahlzeiten des Wirtstieres teilnehmen, profitieren vom Schutz durch den größeren Wirt und die höhere Geschwindigkeit, außerdem befreien sie ihn wahrscheinlich im Gegenzug von Parasiten. Gelegentlich versuchen die Tiere auch, sich an Tauchern festzusaugen.
Schiffshalter sind schon seit der Antike bekannt. Sie haben die Angewohnheit, sich auch an Schiffsrümpfen festzusaugen, wodurch auch ihr Name entstanden sein dürfte. Aristoteles und Plinius berichteten von ihnen.

## Merkmale
Schiffshalter haben einen langgestreckten, von kleinen Schuppen bedeckten Körper und werden 30 Zentimeter bis 1,10 Meter lang. Ihr Kopf ist abgeflacht und trägt auf der Oberseite das aus dem ersten, hartstrahligen Teil der Rückenflosse gebildete Saugorgan. Das Saugorgan besteht aus 10 bis 28 beweglichen Lamellen, die von einem fleischigen Rand umgeben sind. Es ist schon bei Jungfischen von 27 mm Länge ausgebildet. Der Unterkiefer ist länger als der Oberkiefer („Maul oberständig“). Rücken- und Afterflosse stehen sich symmetrisch gegenüber und werden von 18 bis 45 Flossenstrahlen gestützt. Sie haben keine Hartstrahlen. Eine Schwimmblase fehlt. Die Anzahl der Branchiostegalstrahlen liegt bei acht bis elf, die Anzahl der Wirbel bei 26 bis 41.

## Äußere Systematik
Die Schiffshalter gehören zu den Stachelmakrelenverwandten (Carangiformes). Ihre Schwestergruppe ist eine Klade, bestehend aus dem Cobia (Rachycentron canadum) und den Goldmakrelen (Coryphaena). Die wahrscheinlichen verwandtschaftlichen Beziehungen gibt folgendes Kladogramm wieder:
|  | \| \| Goldmakrelen (Coryphaenidae) \| \| \| \| \| \| Cobias (Rachycentridae) \| \| \| \| |
|  |                                                                                          |
|  | Schiffshalter (Echeneidae)                                                               |
|  |                                                                                          |
|  | Goldmakrelen (Coryphaenidae)                                                             |
|  |                                                                                          |
|  | Cobias (Rachycentridae)                                                                  |
|  |                                                                                          |

|  | Goldmakrelen (Coryphaenidae) |
|  |                              |
|  | Cobias (Rachycentridae)      |
|  |                              |

|  | \| \| Goldmakrelen (Coryphaenidae) \| \| \| \| \| \| Cobias (Rachycentridae) \| \| \| \| |
|  |                                                                                          |
|  | Schiffshalter (Echeneidae)                                                               |
|  |                                                                                          |
|  | Goldmakrelen (Coryphaenidae)                                                             |
|  |                                                                                          |
|  | Cobias (Rachycentridae)                                                                  |
|  |                                                                                          |

|  | Goldmakrelen (Coryphaenidae) |
|  |                              |
|  | Cobias (Rachycentridae)      |
|  |                              |

|  | \| \| Goldmakrelen (Coryphaenidae) \| \| \| \| \| \| Cobias (Rachycentridae) \| \| \| \| |
|  |                                                                                          |
|  | Schiffshalter (Echeneidae)                                                               |
|  |                                                                                          |
|  | Goldmakrelen (Coryphaenidae)                                                             |
|  |                                                                                          |
|  | Cobias (Rachycentridae)                                                                  |
|  |                                                                                          |

|  | Goldmakrelen (Coryphaenidae) |
|  |                              |
|  | Cobias (Rachycentridae)      |
|  |                              |

|  | \| \| Goldmakrelen (Coryphaenidae) \| \| \| \| \| \| Cobias (Rachycentridae) \| \| \| \| |
|  |                                                                                          |
|  | Schiffshalter (Echeneidae)                                                               |
|  |                                                                                          |
|  | Goldmakrelen (Coryphaenidae)                                                             |
|  |                                                                                          |
|  | Cobias (Rachycentridae)                                                                  |
|  |                                                                                          |

|  | Goldmakrelen (Coryphaenidae) |
|  |                              |
|  | Cobias (Rachycentridae)      |
|  |                              |

## Arten
Es gibt acht Arten in drei Gattungen:
- Echeneis
  - Gestreifter Schiffshalter (Echeneis naucrates Linnaeus, 1758)
  - Echeneis neucratoides Zuiew, 1786
- Phtheirichthys
  - Lausfisch (Phtheirichthys lineatus (Menzies, 1791))
- Remora
  - Weißer Schiffshalter (Remorina albescens (Temminck & Schlegel, 1850))
  - Remora australis (Bennett, 1840)
  - Remora brachyptera (Lowe, 1839)
  - Remora osteochir (Cuvier, 1829)
  - Gemeiner Schiffshalter (Remora remora (Linnaeus, 1758))

Aus dem unteren Oligozän von Glarus in der Schweiz ist die ausgestorbene Art Echeneis glaronensis bekannt.

## Trivia
In dem zu Joanne K. Rowlings Harry-Potter-Universum gehörenden Buch Phantastische Tierwesen und wo sie zu finden sind kommt ein magischer Fisch namens Remora vor. Er wird als silberner Fisch mit starker magischer Kraft beschrieben, der im Indik beheimatet ist und Schiffe sicher vor Anker legen kann, wodurch er die Schiffe und ihre Seefahrer beschützt.